# Arthur von Horn
Arthur Ehrenfried Waldemar von Horn (* 19. Juli 1819 in Neuruppin; † 6. Juni 1893 in Heidelberg) war ein preußischer Generalmajor.

## Leben

### Herkunft
Arthur von Horn war ein Sohn des preußischen Oberstleutnants a. D. Friedrich von Horn (1772–1832) und dessen Ehefrau Antoinette, geborene Graun (1785–1859). Sie war Witwe des Majors Nicolaus von Schmysing genannt von Korff (1772–1813) und Tochter des Justizrates Ferdinand Graun und der Elisabeth, geborene Fischer. Sein Vater nahm in den Reihen der Russisch-Deutsche Legion an den Befreiungskriegen teil. Er war Mitglied des Tugendbundes sowie ein enger Freund von Carl von Clausewitz und hatte schon in Königsberger Tagen Kontakte mit Gneisenau, Scharnhorst und auch zum Freiherrn von Stein.

### Militärkarriere
Nach dem Besuch der Kadettenhäuser in Potsdam und Berlin wurde Horn am 18. August 1836 als Portepeefähnrich dem 8. Infanterie-Regiment (gen. Leib-Infanterie-Regiment) der Preußischen Armee überwiesen. Am 5. August 1837 erhielt er den Charakter als Sekondeleutnant, avancierte Mitte August 1838 zum überzähligen Sekondeleutnant und Anfang Dezember 1838 wurde ihm das Patent zu seinem Dienstgrad verliehen. Zur weiteren Ausbildung absolvierte Horn von September 1841 bis Juni 1844 die Allgemeine Kriegsschule. Anschließend wurde er zunächst auf ein Jahr zur Dienstleistung als Erzieher an das Berliner Kadettenhaus kommandiert. Nach einer Verlängerung dieses Kommandos versah Horn ab Mitte August 1847 wieder Dienst in seinem Regiment, bevor von März 1849 bis Mai 1852 eine Kommandierung zur Trigonometrischen Abteilung des Großen Generalstabes folgte. Er stieg Ende Juni 1852 zum Premierleutnant auf und war ab April 1853 auf ein Jahr als Kompanieführer im I. Bataillon des 8. Landwehr-Regiment nach Frankfurt (Oder) kommandiert. Daran schloss sich auf Veranlassung des Chefs des Generalstabs der Armee von Reyher eine zweijährige Kommandierung nach Paris an. Ab Mai 1856 folgte eine sechsmonatige Kommandierung zur Dienstleistung als Lehrer der Oberselekta am Kadettenhaus in Berlin. In dieser Eigenschaft avancierte Horn am 8. Mai 1856 zum Hauptmann und war ab April 1857 als Kompanieführer im II. Bataillon des 8. Landwehr-Regiments nach Soldin kommandiert. Unter Ernennung zum Kompaniechef wurde Horn am 8. Juni 1858 in das 16. Infanterie-Regiment versetzt. Am 25. Juni 1864 zum Major befördert, wurde er am 3. September 1864 Kommandeur des Füsilier-Bataillons, dass er zwei Jahre später im Krieg gegen Österreich bei Münchengrätz und Königgrätz führte. Für sein Wirken erhielt er am 20. September 1866 den Roten Adlerorden IV. Klasse mit Schwertern. Nach dem Krieg avancierte Horn Ende März 1868 zum Oberstleutnant und wurde am 10. August 1868 in Genehmigung seines Abschiedsgesuches mit der Berechtigung zum Tragen seiner Regimentsuniform mit Pension zur Disposition gestellt.
Für die Dauer der Mobilmachung anlässlich des Krieges gegen Frankreich wurde Horn wiederverwendet und war vom 8. August 1870 bis zum 24. März 1871 Kommandeur des Landwehr-Besatzungsbataillons in Köln. Unter Verleihung des Charakters als Oberst kehrte er anschließend in das inaktive Verhältnis zurück.
Am 27. September 1872 wurde Horn zum Bezirkskommandeur des I. Bataillons im 4. Badischen Landwehr-Regiment Nr. 112 in Rastatt ernannt und in dieser Eigenschaft am 11. Februar 1875 zum II. Bataillon im 2. Badischen Landwehr-Regiment Nr. 110 nach Heidelberg versetzt. Am 9. Juli 1881 erhielt er sein Patent als Oberst und wurde am 15. Oktober 1885 unter Verleihung des Kronen-Ordens II. Klasse von seiner Stellung enthoben. Außerdem erhielt er am 2. August 1886 den Charakter als Generalmajor.
Er starb am 6. Juni 1893 in Heidelberg.

### Familie
Horn heiratete am 25. November 1856 in Falkenberg im Kreis Pyritz Laura von Wißmann (1824–1900), eine Tochter des Besitzers des Ritterguts Falkenberg Gustav von Wißmann (1792–1866) und der Henriette Pauline Gudike (1802–1882).